# 甜蜜小天使
《甜蜜小天使》是赤塚不二夫的日本漫畫系列作品，三度由東映動畫動畫化。

## 概要
本作的漫畫版初期投搞於集英社旗下的漫畫雜誌Ribon，後來轉到講談社繼續連載，亦有發行單行本與繪本。2016年10月21日，紀念赤塚不二夫誕生80周年，開始在網路上連載重製版作品。
動畫版則交由東映動畫製作，1969年1月起開始播出，這是東映動畫繼魔法使莎莉以後的另一部魔法少女動畫作品。往後陸續製作第二作與第三作動畫，但三作動畫的製作與播出間隔了很長一段時間。
原先的全名設定為「鏡厚子」（かがみ あつこ），動畫化後改為「加賀美厚子」，日語讀音相同，但三作動畫的日文表示不盡相同。厚子的形象亦曾在赤塚不二夫相關作品當中出現。
由於當時華人圈對於日本動畫的資訊較為缺乏，因此目前為止，本作沒有正式或統一的中文譯名。中華電視公司（華視）於1991年5月6日至1992年6月22日播出時，將本作命名為，角色亦重命名，中文主題曲由汪石泉作詞作曲、主唱不詳、華視大樂隊伴奏；本作於香港播出時譯為，第一作曾於麗的電視播放，第二作起只在無綫電視播出。香港版本主題曲由王愛明、劉錫明主唱。
2012年8月20日，與晨間節目SUKKIRI!!合作推出約1分鐘的短篇Flash動畫，為之後上映的真人電影版做宣傳；厚子的形象也從小學生變成上班族，配音由平野綾擔任。聯乘動畫在10時20分的節目時段播放，至31日結束。

## 故事內容
少女亞子透過鏡子就能變身成任何模樣。初期是設定為一面大鏡子，只要對著鏡子念出咒語就能變身，動畫中則改為可隨身攜帶，類似貝殼型狀的變身盒。
故事內容主要是圍繞在主角與周遭的人們所發生的一切事件，透過變身能力解決他人的困難。
動畫版的故事設定上，三作各有不同，除了畫風外，亞子的衣裝、變身盒造型，與父母職業也有所不同。

## 角色介紹
※由於資訊上較為複雜，為閱讀上的方便起見，部份內容以表格化方式表示。

### 亞子家
加賀美厚子
擁有利用鏡子變身成任何型態能力的小學生。
動畫版第一作時，不小心打破了爸爸送給她的鏡子，於是把打破的鏡子埋在土裡面，在某一個晚上遇到鏡之妖精，為了報答厚子對鏡子的愛惜，特別送給她一個變身盒。
動畫版第二作開始，故事設定了鏡之國，厚子開始與鏡之國裡的女王有了關係，女王在第一話時送了一個變身盒，並與厚子約定不能讓其他人知道變身的事，否則這輩子將無法在鏡中看見自己的模樣。
動畫版第三作中為她設定的生日是9月6日。
台灣將其命為賀甜蜜（華視）／加賀美甜甜（衛視中文台），暱稱為小甜蜜或甜甜，家中的姓氏也命為賀姓。
香港名稱為「加賀安子／加賀美亞子」，䁥稱為「秋子」。
變身咒語是（台灣譯為「仙女魔鏡，仙女魔鏡，讓我變成OO的樣子～」）
解除變身咒語是（台灣譯為「甜蜜甜蜜，甜甜甜～」）
| 時序   | 日文表示 | 日本配音員 | 台灣配音員 | 香港配音員 |
| 第一作 |          | 太田淑子   | 不適用     | 黃麗芳     |
| 第二作 | 、[6]    | 堀江美都子 | 楊凱凱     | 黃麗芳     |
| 第三作 |          | 山崎和佳奈 | 楊凱凱     | 梁少霞     |
厚子之父
本名加賀美健一郎，厚子的爸爸，在動畫版三作故事當中，設定了不同職業。
| 時序   | 職業     | 日本配音員 | 台灣配音員 | 香港配音員 |
| 第一作 | 郵輪船長 | 村越伊知郎 | 不適用     |            |
| 第二作 | 記者     | 銀河萬丈   | 于正昇     |            |
| 第三作 | 攝影師   | 山口健     |            | 招世亮     |
厚子之母
本名加賀美恭子，厚子的媽媽，動畫版三作故事當中，設定了不同職業。
| 時序   | 職業     | 日本配音員 | 台灣配音員 | 香港配音員 |
| 第一作 | 家庭主婦 | 瀨能禮子   | 不適用     |            |
| 第二作 | 插畫家   | 太田淑子   | 王瑞芹     |            |
| 第三作 | 藝術家   | 富永美衣奈 |            | 蔡惠萍     |
喜波娜
厚子的寵物貓，原自於英語『shipowner』的諧音，因第一作動畫時爸爸是船長的緣故。
香港名稱為「咪咪」
| 時序   | 日本配音員          | 台灣配音員 | 香港配音員 |
| 第一作 | 千千松幸子→菊地紘子 | 不適用     | 蔡惠萍     |
| 第二作 | 渡邊菜生子          |            |            |
| 第三作 | 永野愛              |            |            |
一平
配音：竹內順子（日本）；袁淑珍（香港）
厚子家的另一隻寵物，是一隻企鵝，僅於動畫版第三作出現。

### 厚子身邊的人物
元子
本名浪花元子，厚子的同學兼好友，勘吉的姊姊。
台灣將元子命為小鳳（華視）／桃子（衛視中文台）。
| 時序   | 日本配音員 | 台灣配音員 | 香港配音員 |
| 第一作 | 白川澄子   | 不適用     |            |
| 第二作 | 杉山佳壽子 | 林凱羚     |            |
| 第三作 | 梅田貴公美 | 林凱羚     | 黃鳳英     |
寬吉
元子的弟弟，和小雁很要好。
| 時序   | 日本配音員 | 台灣配音員 | 香港配音員 |
| 第一作 | 坪井章子   | 不適用     |            |
| 第二作 | 上村典子   |            |            |
| 第三作 | 生駒治美   |            | 沈小蘭     |
大將
本名赤塚大作，厚子的同學，身材寬大，心裡喜歡著厚子。身邊有兩個同學當跟班。
台灣將大將命為大胖。
| 時序   | 日本配音員 | 台灣配音員 | 香港配音員 |
| 第一作 | 大竹宏     | 不適用     |            |
| 第二作 | 鹽屋翼     |            |            |
| 第三作 | 鈴木琢磨   |            | 陳卓智     |
少將
大將的弟弟，嘴上喜歡刁奶嘴，常騎在自己的寵物小虎身上。
台灣將少將命名為小弟。
| 時序   | 日本配音員                  | 台灣配音員 | 香港配音員 |
| 第一作 | 千千松幸子 平井道子（代配） | 不適用     |            |
| 第二作 | 三輪勝惠                    |            |            |
| 第三作 | 興梠里美                    |            | 林丹鳳     |
小虎
大將與少將家的大型寵物貓，長的很像老虎。
| 時序   | 日本配音員 | 台灣配音員 | 香港配音員 |
| 第一作 | 大竹宏     | 不適用     |            |
| 第二作 | 佐藤正治   |            |            |
| 第三作 | 高戶靖廣   |            | 招世亮     |
元茂
本名卯之花元茂（卯の花ガンモ），勘吉的同學兼好友，家裡是開豆腐店的，喜歡表演說書，雖然是個小學生但外表和中年大叔差不多。
名字發音原自於日本的一種豆腐料理。
| 時序   | 日本配音員        | 台灣配音員 | 香港配音員 |
| 第一作 | 堀絢子→瀧萬沙子   | 不適用     |            |
| 第二作 | 塚瀨紀子→三田友子 |            |            |
| 第三作 | 竹內順子          |            | 蔡惠萍     |
千賀子
勘吉與小雁的同學，喜歡到處調查事情，帶著眼鏡，頭上有一片小花，動畫版中曾經發現厚子會變身的人。
台灣將命名為阿香。
| 時序    | 日本配音員 | 台灣配音員 | 香港配音員 |
| 第一作  | 丸山裕子   | 不適用     |            |
| 第二作  | 山本圭子   | 林凱羚     |            |
| 第三作  | 山本圭子   |            | 黃鳳英     |
| 其他[7] | 堀北真希   | 無         | 無         |
佐藤老師
厚子在學校的體育老師，喜歡同校的森山老師。
台灣將佐藤老師命為崔老師。
| 時序   | 日本配音員 | 台灣配音員 | 香港配音員 |
| 第一作 | 市川治     | 不適用     |            |
| 第二作 | 佐藤正治   |            |            |
| 第三作 | 高橋廣樹   |            |            |
森山老師
厚子的副班主任兼英文老師，是個美人。
| 時序   | 日本配音員        | 台灣配音員 | 香港配音員 |
| 第一作 | 高橋直子→菊池紘子 | 不適用     |            |
| 第二作 | 色川京子          |            |            |
| 第三作 | 永野愛            |            |            |

### 鏡之國相關
鏡之國女王
動畫原創的角色，在動畫版第二作與第三作時，給了厚子一個變身盒。
定位相當於原作的「鏡之國先生」。
| 時序   | 日本配音員        | 台灣配音員 | 香港配音員 |
| 第一作 | 瀨能禮子→菊池紘子 | 不適用     |            |
| 第二作 | 增山江威子        | 林凱羚     |            |
| 第三作 | 堀江美都子        |            | 黃麗芳     |
奇歐
配音：中原茂 （日本）
動畫版原創角色，僅於動畫版第二作出現，是鏡之國的王子，以轉學生身份到厚子班上，身上的項鍊能感應厚子的變身盒，當項鍊離變身盒太近時則厚子無法變身。
台灣將奇歐命為家豪。
源太郎
配音：田中和實（日本）
僅於動畫版第二作出現，是鏡之國女王的隨從，到現實世界時則成為奇歐的管家。
奇怪大叔
配音：田中和實 （日本）
動畫版第二作登場人物之一，形態酷似《阿松》中的達悠。

## 主題曲
片頭曲
作詞：井上廈、山元護久，作曲：小林亞星，編曲：小林亞星、青木望、大島滿
歌：岡田恭子（第一作）、堀江美都子（第二作）、下成佐登子（第三作）
片尾曲
- 第一作：

作詞：井上廈、山元護久，作曲．編曲：小林亞星
歌：水森亞土
- 第二作：DON′T YOU

作詞：，作曲：芹澤廣明，編曲：青木望
歌：堀江美都子
- 第三作（第1 - 26話）：

作詞：白木由美、浦澤義雄，作曲．編曲：藤澤秀樹
歌：白木由美、TAKING VITAMIN J
- 第三作（第27 - 44話）：

作詞：石川華子，作曲．編曲：見良津健雄
歌：ザ・アッコちゃんズ
香港主題曲
- 第一作：

主唱：王愛明
- 第二作：相愛[8]

填詞：潘偉源，作曲：待查
主唱：劉錫明
台灣主題曲
- 第二作：

作詞．作曲：汪石泉 伴奏：華視大樂隊

### 插曲
第一作
- （第2話）

作詞：羽柴秀彥，作曲：小林亞星
歌：the Three Graces
作詞：辻真先，作曲：筒井廣志
歌：、Young Fresh
第二作
作詞：岡田富美子，作曲・編曲：本間勇輔
歌：大將（鹽屋翼）
作詞：岡田富美子，作曲・編曲：本間勇輔
歌：山野智子
作詞：星山博之，作曲・編曲：TAKU
歌：小雁（塚瀨紀子）、千賀子（山本圭子）、勘吉（上村典子）
作詞：冬杜花代子，作曲：本間勇輔，編曲：有澤孝紀
歌：帶川鏡子、蟋蟀'73
作詞：浦川忍，作曲・編曲：川崎真弘
歌：北原拓
作詞：浦川忍，作曲・編曲：川崎真弘
歌：尾形智美
- [註 3]
  - 作詞：伊藤皓，作曲・編曲：有澤孝紀

歌：堀江美都子、蟋蟀'73、Shines
- [註 4]

作詞：、山元護久，作曲：小林亞星，編曲：有澤孝紀
歌：水森亞土、蟋蟀'73
作詞：池永泰記，作曲：山田長大，編曲：栗原正已
歌：大倉正丈（蟋蟀'73）、山野智子
作詞：池永泰記，作曲：山田長大，編曲：栗原正已
歌：堀江美都子
第三作
作詞：浦川忍，作曲：川崎真弘，編曲：傳田一正
歌：千賀子（山本圭子）
- （第36話）

作詞：白木由美，作曲．編曲：藤澤秀樹
歌：白木由美、TAKING VITAMIN J
作詞：浦川忍，作曲：川崎真弘，編曲：石田勝範
歌：堀江美都子
作詞：浦川忍，作曲．編曲：川崎真弘
歌：勘吉（生駒治美）、元茂（竹內順子）

## 播映電視台

### 日本
第一作
受到上一套節目在製作中途改用彩色方法製作關係，本作從一開始就使用彩色製作。
最高收視率：27.8%；平均收視為19.8%
| 日本 NET電視台 星期一 19:00〜19:30 7月21日 停播 | 日本 NET電視台 星期一 19:00〜19:30 7月21日 停播 | 日本 NET電視台 星期一 19:00〜19:30 7月21日 停播 |
| ----------------------------------------------- | ----------------------------------------------- | ----------------------------------------------- |
|                                                 | （1969年1月6日－1970年10月26日）                |                                                 |
| 魔法使莎莉                                      | 魔法人魚真子                                    |                                                 |

第二作
本作的良好收視，改變了日後東映不思議系列的製作路線。
首播時經Video Research錄得最高收視為20.7%，平均收視：14.7%
| 日本 富士電視台 星期日 18:00〜18:30 1989年1月8日、7月16日停播 | 日本 富士電視台 星期日 18:00〜18:30 1989年1月8日、7月16日停播 | 日本 富士電視台 星期日 18:00〜18:30 1989年1月8日、7月16日停播 |
| ------------------------------------------------------------- | ------------------------------------------------------------- | ------------------------------------------------------------- |
|                                                               | （1988年10月9日－1989年12月24日）                             |                                                               |
| 狗仔爷爷                                                      | 櫻桃小丸子                                                    |                                                               |

第三作
全編採用數碼製作，為系列及該播放時段首部非賽璐珞動畫作品。另外，因受玩具銷量和收視持續低迷影響，本作被腰斬至只有44話，於次年2月尾結束。比預定日期略早2個月。基於以上情況，接檔作品被提早1個月播出。值得一提的是，本作並沒有推出任何劇場版。
首播時經Video Research錄得最高收視：13%，平均收視：9.4%
| 日本 富士電視台 星期日 09:00～09:30 7月19日、10月4日、12月27日 停播 1999年1月3日 停播 | 日本 富士電視台 星期日 09:00～09:30 7月19日、10月4日、12月27日 停播 1999年1月3日 停播 | 日本 富士電視台 星期日 09:00～09:30 7月19日、10月4日、12月27日 停播 1999年1月3日 停播 |
| ------------------------------------------------------------------------------------- | ------------------------------------------------------------------------------------- | ------------------------------------------------------------------------------------- |
|                                                                                       | （1998年4月5日－1999年2月28日）                                                       |                                                                                       |
| 鬼太郎 (第4作)                                                                        | 數碼獸大冒險                                                                          |                                                                                       |

### 香港
第一作
由翡翠台於1979年5月14日～9月21日播放，共94集。麗的電視亦於同年播出。
第二作
翡翠台曾於1990年3月8日～5月26日播出。
第三作
無綫兒童台曾在2006年7月24日起於夢幻樂園早上時段首播此作。
| 香港翡翠台 星期一至五 16:35-17:05（至NET小人類時段） | 香港翡翠台 星期一至五 16:35-17:05（至NET小人類時段） | 香港翡翠台 星期一至五 16:35-17:05（至NET小人類時段） |
| ---------------------------------------------------- | ---------------------------------------------------- | ---------------------------------------------------- |
|                                                      | 小魔法變變變 （2001.2.2－4.4）                       |                                                      |
| 四驅兄弟                                             | 雷霆守護者                                           |                                                      |

| 香港 無綫兒童台 每天 06:30-07:00（《夢幻樂園》時段內） | 香港 無綫兒童台 每天 06:30-07:00（《夢幻樂園》時段內） | 香港 無綫兒童台 每天 06:30-07:00（《夢幻樂園》時段內） |
| ------------------------------------------------------ | ------------------------------------------------------ | ------------------------------------------------------ |
|                                                        | （2006年7月24日－2006年9月）                           |                                                        |
| 妮嘉尋親記                                             | 晴天Pig Pig                                            |                                                        |

## 劇場動畫
第一作
- 《小魔鏡 馬戲團來了》

東映「魔女系列」第三套電影，為第3話的重做版本，在1969年3月18日上映，是該年「東映漫畫節」的一部分。同時上映的有長靴貓、怪物王子、チャコとケンちゃん、一個人。
收錄於2012年8月10日發售的「復刻！漫畫節1969年春」
- 《小魔鏡 爸爸在哪兒》

第9話的重做版本，在1969年7月20日上映，是該年「東映漫畫節」的一部分。同時上映的有假面忍者 赤影、空飛ぶゆうれい船。
收錄於2011年5月21日發售的「赤塚不二夫DVD Collection」
- 《小魔鏡 犯罪寵物先生》

第39話的重做版本，在1970年3月17日上映，是該年「東映漫畫節」的一部分。同時上映的有苦兒流浪記、虎面人以及。
第77話的重做版本，在1970年7月19日上映，是該年「東映漫畫節」的一部分。同時上映的有柔道一直線、海底三萬里、虎面人以及もーれつア太郎。
收錄於2012年9月21日發售的「復刻！漫畫節1970年夏」
- 《小魔鏡 花園願景》

第34話的重做版本，在1973年3月17日上映，是該年「東映漫畫節」的一部分。同時上映的有飛吧電腦奇俠、熊貓歷險之旅、幪面超人V3、鐵甲萬能俠、巴比倫2世等作。
第二作
- 《甜蜜小天使》

「魔女系列」相距9年來的電影，是系列中首套全新製作之動畫劇場版，於1989年3月18日連同聖鬥士星矢 最終聖戰的戰士們、阿松—小松君 來自西瓜星的問候、高速戰隊渦輪連者一起上映。此電影為富士電視台創台30週年紀念作品。
- 《甜蜜小天使 夏之節日》

於1989年7月15日連同龍珠Z－天神之戰、機動刑事、靈幻小子一起上映。此電影同為富士電視台創台30週年紀念作品。

### 工作人員
電影 甜蜜小天使
- 劇本：武上純希
- 製作人：橫山賢二
- 企劃：關弘美
- 製作總指揮：今田智憲
- 音樂：本間勇輔
- 角色設計、作畫監督：兼森義則
- 美術：坂本信人
- 攝影：沖野正英
- 錄音：倉本貞司
- 編輯：清水慎治
- 導演：芝田浩樹

甜蜜小天使 夏之節日
- 劇本：星川博之
- 作畫監督：增田信博
- 美術：坂本信夫
- 攝影：渡邊英俊

## 真人電視劇
真人電視劇標題為《甜蜜小天使 伊豆舞娘》為富士電視台「月曜ドラマランド」的劇集，在1987年2月9日播放。

### 主要角色
亞子
演 - 八木小織
中華料理店的女兒，在溫泉旅館打工。
結城純
演 - 本木雅弘
雪
演 - 堀江忍

### 音樂
主題曲
NO MORE 假裝戀愛
作詞：秋元康，作．編曲：後藤次利
主唱：小貓俱樂部
插曲
MAD BOY
作詞：本木雅弘，作．編曲：中村哲
主唱：苦柿隊

作詞：來生悅子，作．編曲：武部聰志
主唱：八木小織

## 迴響
- 第二作動畫推出後，由Takara（タカラ）公司所推出的變身盒玩具短短幾個月內銷售量達到二十萬組，一度造成社會問題，並引起日本當地報社的關切。
- 東日本旅客鐵道青梅線青梅車站，發車音樂使用了本作的主題片頭曲。（車站附近亦有以赤塚不二夫漫畫作品為主題的會館）
- 動畫第一作的片尾曲，被多數的高中、大學或社會人棒球隊與J聯盟千葉市原足球隊當做加油曲。
- 2008年，傑尼斯偶像團體嵐以模仿本作的標題主持綜藝節目嵐的大秘密（ひみつのアラシちゃん!）。

## 關連項目
遊戲
- 魔法少女大作戰（日语：魔女っ子大作戦），1999年由萬代發售。

條目
- 阿松：赤塚不二夫另一部作品，其女主角多多子（ ）人物造型與厚子相似
- 魔法少女
- 鏡子